# مجله پژوهش پوشاک و منسوجات
مجله پژوهش پوشاک و منسوجات (به انگلیسی: Clothing & Textiles Research Journal) یک مجله علمی است که در زمینه علوم اجتماعی منتشر می‌شود. سردبیر ژورنال شارون جی. لنون است. این نشریه از سال ۱۹۸۲ منتشر شده‌است و در حال حاضر توسط انتشارات SAGE در ارتباط با انجمن بین‌المللی منسوجات و پوشاک منتشر می‌شود.

## هدف
ژورنال پژوهش پوشاک و نساجی با هدف الهام بخشیدن به تحقیقات بیشتر در زمینه پوشاک و منسوجات، به عنوان منبعی برای پژوهشگران عمل می‌کند. ژورنال میان رشته‌ای مقالات را در زمینه‌هایی از قبیل زیبایی‌شناسی و طراحی، نظریه و رفتار مصرف‌کننده و جنبه‌های تاریخی و فرهنگی پوشاک منتشر می‌کند.

## تعریف و نمایه سازی
ژورنال پژوهش پوشاک و نساجی، در میان پایگاه‌های اطلاعاتی دیگر: SCOPUS و Social Sciences Citation Index تعریف و نمایه سازی شده‌است. براساس گزارش نشریه مجله، شاخص تأثیر آن در سال ۲۰۱۱ برابر با ۰٫۳۶۸ است و رتبه‌بندی آن ۶۰ از ۸۹ مجله در بخش علوم اجتماعی، بین رشته‌ای و ۹۹ از ۱۱۳ مجله در بخش تجارت است.